# Droga krajowa B388 (Niemcy)
Droga krajowa 388 (Bundesstraße 388, B 388) – niemiecka droga krajowa przebiegająca na osi wschód - zachód od skrzyżowania z drogą B471 koło Ismaning przez Erding, Velden, Eggenfelden, Pfarrkirchen, Pocking i Pasawa do granicy z Austrią w Bawarii.
Droga przebiega pomiędzy węzłami Pocking i Passau-Mitte po autostradzie A3.

## Miejscowości leżące przy B388
Ismaning, Eichenried, Moosinning, Erding, Grünbach, Taufkirchen (Vils), Aham, Granting, Velden, Jochaneskirchen, Trauterfing, Wolferding, Vilsbiburg, Dirnaich, Gangkofen, Vordersarling, Huldsessen, Eggenfelden, Herbertsfelden, Pfarrkirchen, Bad Birnbach, Bad Griesbach, Pocking, Ruhstorf an der Rott, Pasawa, Erlau, Obernzell, Untergriesbach, Wegscheid.

## Linki zewnętrzne

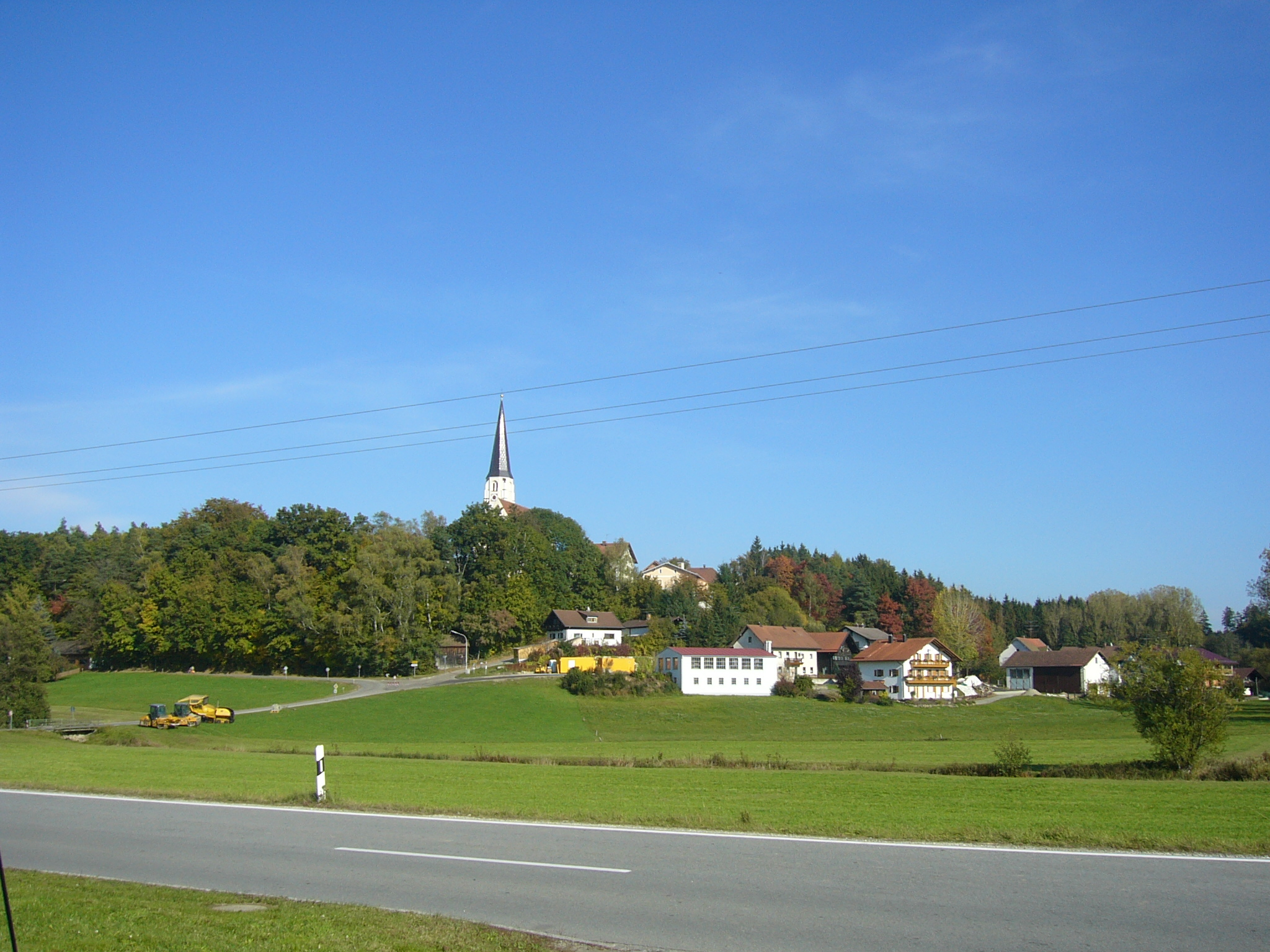
Dietersburg widziany z B388